# روبرتو لورنزینی
روبرتو لورنزینی (انگلیسی: Roberto Lorenzini؛ زادهٔ ۹ ژوئیهٔ ۱۹۶۶) بازیکن فوتبال اهل ایتالیا است.
از باشگاه‌هایی که در آن بازی کرده‌است می‌توان به باشگاه فوتبال آ.ث. میلان، باشگاه فوتبال تورینو، باشگاه فوتبال آنکونا، باشگاه فوتبال پیاچنزا، باشگاه فوتبال جنوآ، و باشگاه فوتبال کومو اشاره کرد.
وی همچنین در تیم ملی فوتبال زیر ۲۱ سال ایتالیا بازی کرده‌است.